# Mittellandlinie

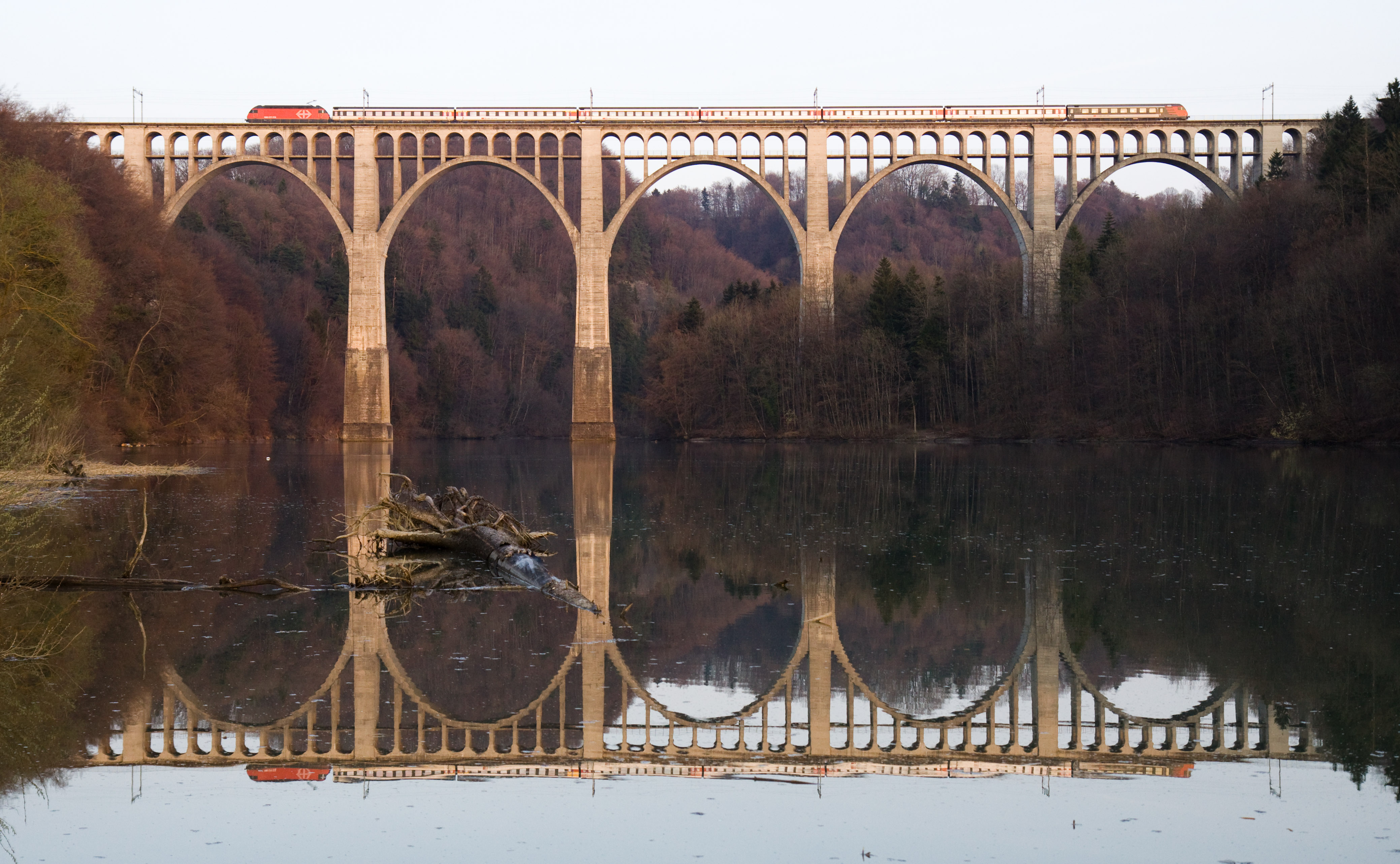
Grandfey-Viadukt auf der Mittellandlinie zwischen Bern und Freiburg (2009)

Als Mittellandlinie wird eine Eisenbahnverbindung in der Schweiz bezeichnet. Sie führt von Olten über Bern und Freiburg nach Lausanne.
Historisch ist die Verbindung aus der 1858 in Betrieb genommenen Bahnstrecke Olten–Bern und der zwei Jahre später eröffneten Bahnstrecke Lausanne–Bern entstanden. Daneben besteht seit 2004 die Neubaustrecke Mattstetten–Rothrist, die zusammen mit der Bornlinie und der Grauholzlinie eine Schnellfahrstrecke zwischen Olten und Bern bildet.